# Ananui Falls
Die Ananui Falls sind ein Wasserfall mit einer Fallhöhe von 106 Metern auf der Nordinsel Neuseelands. Er liegt im Kaimai Mamaku Conservation Park etwa 35 Kilometer nordwestlich von Tauranga in der Region Bay of Plenty.
Der Wasserfall ist von einem Parkplatz an der Woodland Road über den 5 Kilometer langen und anspruchsvollen Ananui Falls Track in etwa 2½ Stunden Fußmarsch erreichbar. Der Track ist inzwischen zur Vermeidung der Ausbreitung einer durch Eipilze der Gattung Phytophthora hervorgerufenen Mykose gesperrt, die eine Wurzelfäule beim Neuseeländischen Kauri-Baum verursacht. In der Fallzone fächern sich die Wassermassen des Wasserfalls wie die Langhaare bei einem Pferdeschweif auf.